# بهمن (آبادة)
بهمن (بالفارسية: بهمن) هي مدينة تقع في إيران في الناحية المركزية. يبلغ عدد سكانها حسب إحصاء السكان عام 2006 ميلادية 6,484 نسمة في 1,604 عائلات.